# Im Keller
Im Keller (literalment en català "al soterrani") és un documental austríac del 2014 dirigit per Ulrich Seidl sobre les obsessions que la gent té als seus soterranis. La pel·lícula es va estrenar al Festival Internacional de Cinema de Venècia i allà va quedar fora de competició. L'estrena als cinemes a Àustria va ser el 26 de setembre de 2014, i a Alemanya el 4 de desembre de 2014.

## Continguts
La pel·lícula mostra persones en seqüències soltes que persegueixen les seves obsessions a les habitacions dels seus soterranis. A més d'escenaris que només es mostren breument, com ara joves avorrits, un propietari d'una serp gegant la qual mata un conillet d'índies, un home darrere de la seva maqueta de ferrocarril, dones en un safareig, un nedador en una mini piscina o un parella que presenta el seu soterrani, Seidl estableix personatges recurrents.
Entre ells hi ha una dona que cuida les nines del seu soterrani, o un caçador que presenta la seva col·lecció d'animals salvatges de peluix. En un camp de tir subterrani, un amant de l'òpera es dedica a cantar àries i discuteix amb els seus companys fusellers sobre com tractar socialment amb els turcs i "altres pobles primitius, els huns, etc.". En altres escenes, un amant de la música bavaresa fa reunions habituals al seu soterrani, que està decorat amb records nazis i un retrat de Hitler. A més, es mostra una masoquista que parla del dolor que ha patit voluntàriament i involuntàriament i després es deixa assotar. A més, un home amb tanga de cuir parla de la seva extraordinària capacitat d'ejaculació i el seu efecte sobre les dones.
La pel·lícula està dedicada en detall a una parella casada que practica pràctiques sadomasoquistes. A l'apartament compartit, l'home es converteix en l'esclau de la seva dona. Neteja el terra i els plats nu, i neteja la dona després d'orinar al vàter. La parella ha instal·lat un estudi sadomasoquista al soterrani. Allà es mostra la reacció de l'home davant les pràctiques de turment de la dona. Ni els genitals de l'home ni de la dona són visibles en cap moment.

## Rerefons
La pel·lícula es va rodar a Viena i la Baixa Àustria de febrer a maig de 2009 i es va completar a la primavera de 2014. Va ser finançat per l'⁣Institut de cinema austríac, el Vienna Film Fund i l'estat de la Baixa Àustria i va ser creat en col·laboració amb Arte i en coproducció amb ORF, WDR i la producció cinematogràfica coop99.
El documental "Ulrich Seidl und die Bösen Buben" emès a Arte, que tracta sobre l'obra d'"Im Keller", entre altres coses, mostra que Seidl va donar instruccions als actors de la pel·lícula per actuar. El director també va crear les seves pròpies realitats canviant de lloc, component ell mateix temes i condensant així les impressions.
La pel·lícula es va estrenar en DVD el 2018 com a part de l'⁣Edition Österreicher Film de Hoanzl i Der Standard.

## Soterrani nazi
A causa de les representacions dels cinc homes cantant entre records nazis en un soterrani de Marz, la fiscalia va iniciar investigacions sobre presumptes violacions de la llei de prohibició, en el tema de § 3g la realització de "qualsevol activitat en el sentit o amb contingut nacionalsocialista".
Com a conseqüència, dos regidors locals de l'⁣ÖVP van renunciar als seus càrrecs, que encara no ocupaven en el moment del rodatge el 2009. Més tard van afirmar que se'ls pagava extres, mentre que Seidl va afirmar el contrari.
Les investigacions de la fiscalia van finalitzar el febrer de 2015. Al maig, es van presentar càrrecs contra el propietari del soterrani per la seva infracció sota la Secció 3g de la Llei de prohibició. El procediment es va suspendre per als seus quatre convidats. El procés va allargar-se de febrer a juliol de 2015 a Eisenstadt i va acabar per a l'acusat amb una condemna de suspensió de deu mesos. La col·lecció de records nazis va ser confiscada.

## Recepció
Film-dienst va resumir que la pel·lícula tracta sobre "els exclosos, sobre allò que sembla no tenir cabuda en el domini públic, sobre allò que està suprimit i empès a àrees 'privades', inaccessibles: sobre el sexe, la violència, la submissió i el domini". La revista va veure la pel·lícula com un "seguiment d'espectaculars casos criminals austríacs en què la gent va ser mantinguda captiva en sales subterrànies durant anys". Seidl hi inspecciona "els soterranis dels seus compatriotes com un lloc metafòric d'emocions i instints abismals". El que "suggereix autenticitat i immediatesa, és clar, s'origina més d'una posada en escena artificialment calculada que s'embriaga amb el comportament suposadament escandalós, però bàsicament terriblement banal de la gent". La debilitat de la pel·lícula rau "en el seu buit de contingut, ja que la pel·lícula s'esgota en els capítols centrals en una pintoresca superficialitat". D'aquesta manera, Im Keller queda "clarament per darrere d'Import Export o la trilogia 'Paradise', en què el semidocumentarisme de Seidl va obrir nous camins en incrustar-lo en escenaris de ficció".
Die Zeit va descriure Im Keller com una "gran pel·lícula" i va comentar que "Im Keller s'està convertint lentament en una condició humana documental", que no és menys important pel sexe, i per la "relaxació amb què es viuen i es reflecteixen les perversions" en aquesta pel·lícula".
Epd Film la premià amb 4 de 5 estrelles. Dient que Seidl crea una "relació molt pròpia entre els protagonistes i els espectadors" en la qual cal aguantar els uns als altres. Im Keller va treure de la trilogia del Paradís "els personatges de Seidl -divertits, brutals o estranys, per molt que siguin, i encara que comuniqui a les seves imatges que ell mateix pot espantar-se- en el fons del seu cor" estimen.

## Premis
La pel·lícula va competir pel Premi del Públic de Politiken al Festival Internacional de Cinema Documental de Copenhaguen, però va perdre davant Just Eat It: A Food Waste Story de Grant Baldwin. La pel·lícula va ser nominada a la secció Millor documental d'Europa central i oriental al Festival Internacional de Cinema Documental de Jihlava (República Txeca).